# 謝里登鎮區 (北達科他州拉穆爾縣)
謝里登鎮區（英語：Sheridan Township）是位於美國北達科他州拉穆爾縣的一個鎮區。

## 地方資料
謝里登鎮區的面積為90.71平方千米，當中陸地面積為90.40平方千米，而水域面積為0.31平方千米。根據2020年美國人口普查的數據，當地共有人口35人，而人口密度為每平方千米0.39人。